# Trentepohlia tarsalis
Trentepohlia tarsalis là một loài ruồi trong họ Limoniidae. Chúng phân bố ở miền Australasia.